# Assemblea nazionale della Repubblica Serba di Bosnia ed Erzegovina
L'Assemblea nazionale della Repubblica Serba di Bosnia ed Erzegovina (serbo: Народна скупштина Републике Српске / Narodna skupština Republike Srpske, NSRS) è la principale camera legislativa (assieme al Consiglio dei Popoli) della Republika Srpska, una delle due entità che costituiscono la Bosnia ed Erzegovina. L'attuale legislatura è l'ottava in ordine cronologico dalla fondazione della Repubblica Serba, avvenuta nel 1992.

## Legislature
- I legislatura (24 ottobre 1991 al 14 settembre 1996)
- II legislatura (19 ottobre 1996 al 27 dicembre 1997) (elezioni del 4 settembre 1996)
- III legislatura (27 dicembre 1997 al 19 ottobre 1998) (elezioni del 14 settembre 1997)
- IV legislatura (19 ottobre 1998 al 16 dicembre 2000) (elezioni del 13 settembre 1998)
- V legislatura (16 dicembre 2000 al 28 novembre 2002) (elezioni dell'11 settembre 2000)
- VI legislatura (dal 28 novembre 2002 al 9 novembre 2006) (elezioni del 5 ottobre 2002)
- VII legislatura (dal 9 novembre 2006 al 1º ottobre 2006) (elezioni del 1º ottobre 2006)
- VIII legislatura (dal 15 novembre 2010 al 24 novembre 2014) (elezioni del 3 ottobre 2010)
- IX legislatura (dal 24 novembre 2014) (elezioni del 12 ottobre 2014)

## Composizione attuale

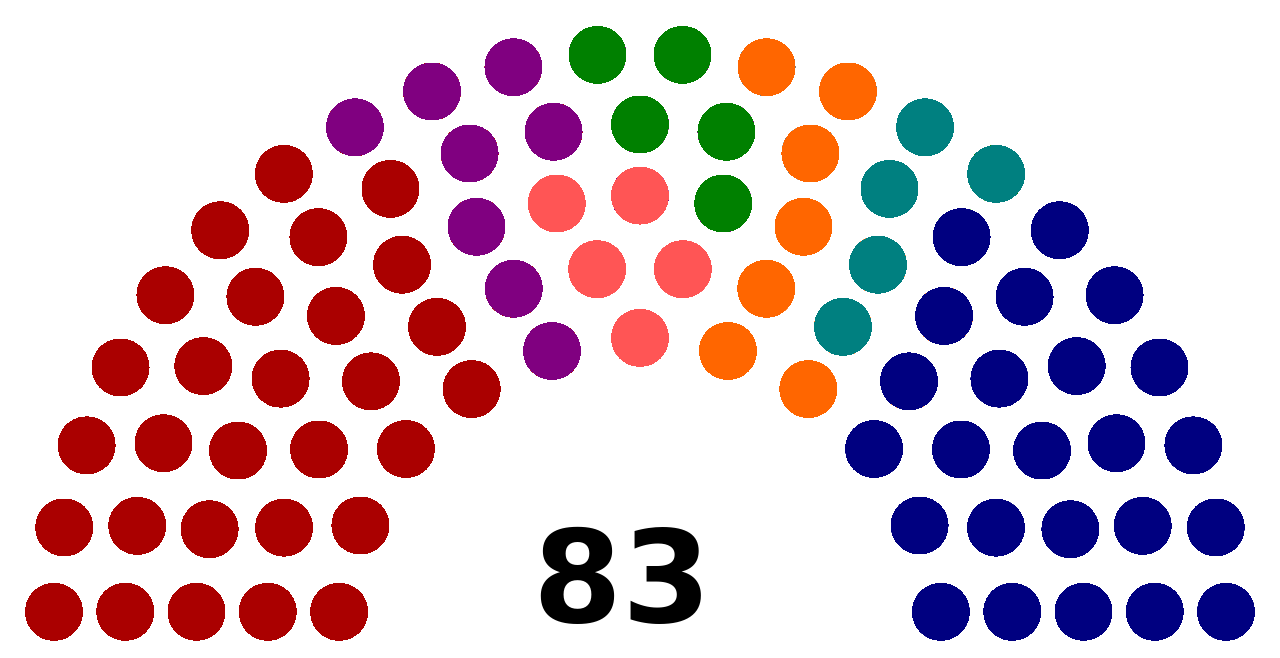
Alleanza dei Socialdemocratici Indipendenti (29)
Partito Democratico Serbo-Partito Radicale Serbo della Repubblica Serba-Partito dei Pensionati Uniti (coalizione) (24)
Alleanza Popolare Democratica-Partito Radicale Serbo-Partito Avanti Srpska (coalizione) (8)
Partito del Progresso Democratico (7)
Coalizione Patria (5)
Partito Socialista (5)
Movimento Democratico Nazionale (5)

Distribuzione degli 83 seggi della Assemblea nazionale:
| Partito                                                                 | Numero seggi |
| ----------------------------------------------------------------------- | ------------ |
| Alleanza dei Socialdemocratici Indipendenti                             | 30           |
| Partito Democratico Serbo-Partito Radicale Serbo della Repubblica Serba | 20           |
| Partito del Progresso Democratico                                       | 7            |
| Alleanza Popolare Democratica-Partito Radicale Serbo                    | 5            |
| Coalizione "Patria"                                                     | 5            |
| Partito Socialista                                                      | 5            |
| Movimento Democratico Nazionale                                         | 4            |
| Gruppo Libero Democratico Serbo                                         | 4            |
| Avanti Srpska                                                           | 2            |
| Indipendenti                                                            | 1            |
Presidente dell'Assemblea: Nedeljko Čubrilović (DNS)

Maggioranza parlamentare:SNSD-DNS e alleati-Partito Socialista-Indipendenti

## Composizioni precedenti dell'Assemblea

### VIII legislatura
| Partito                                           | Numero seggi |
| ------------------------------------------------- | ------------ |
| Alleanza dei Socialdemocratici Indipendenti       | 37           |
| Partito Democratico Serbo                         | 18           |
| Partito del Progresso Democratico                 | 7            |
| Alleanza Popolare Democratica                     | 6            |
| Partito Socialista                                | 4            |
| Partito Democratico                               | 3            |
| Partito Socialdemocratico di Bosnia ed Erzegovina | 3            |
| Partito Democratico Nazionale                     | 2            |
| Partito d'Azione Democratica                      | 2            |
| Partito Radicale Serbo della Repubblica Serba     | 1            |
| Indipendenti                                      | 1            |
Presidente dell'Assemblea: Igor Radojičić (SNSD)

Maggioranza parlamentare:SNSD-Partito Socialista-DNS

### VII Legislatura
| Partito                                           | Numero seggi |
| ------------------------------------------------- | ------------ |
| Alleanza dei Socialdemocratici Indipendenti       | 41           |
| Partito Democratico Serbo                         | 15           |
| Partito del Progresso Democratico                 | 8            |
| Alleanza Popolare Democratica                     | 4            |
| Partito per la Bosnia ed Erzegovina               | 4            |
| Partito d'Azione Democratica                      | 3            |
| Partito Socialista                                | 3            |
| Partito Radicale Serbo della Repubblica Serba     | 2            |
| Indipendenti                                      | 2            |
| Partito Socialdemocratico di Bosnia ed Erzegovina | 1            |
Presidente dell'Assemblea: Igor Radojičić (SNSD)

Maggioranza parlamentare:SNSD-Partito Socialista-DNS